# Kirche Diedorf

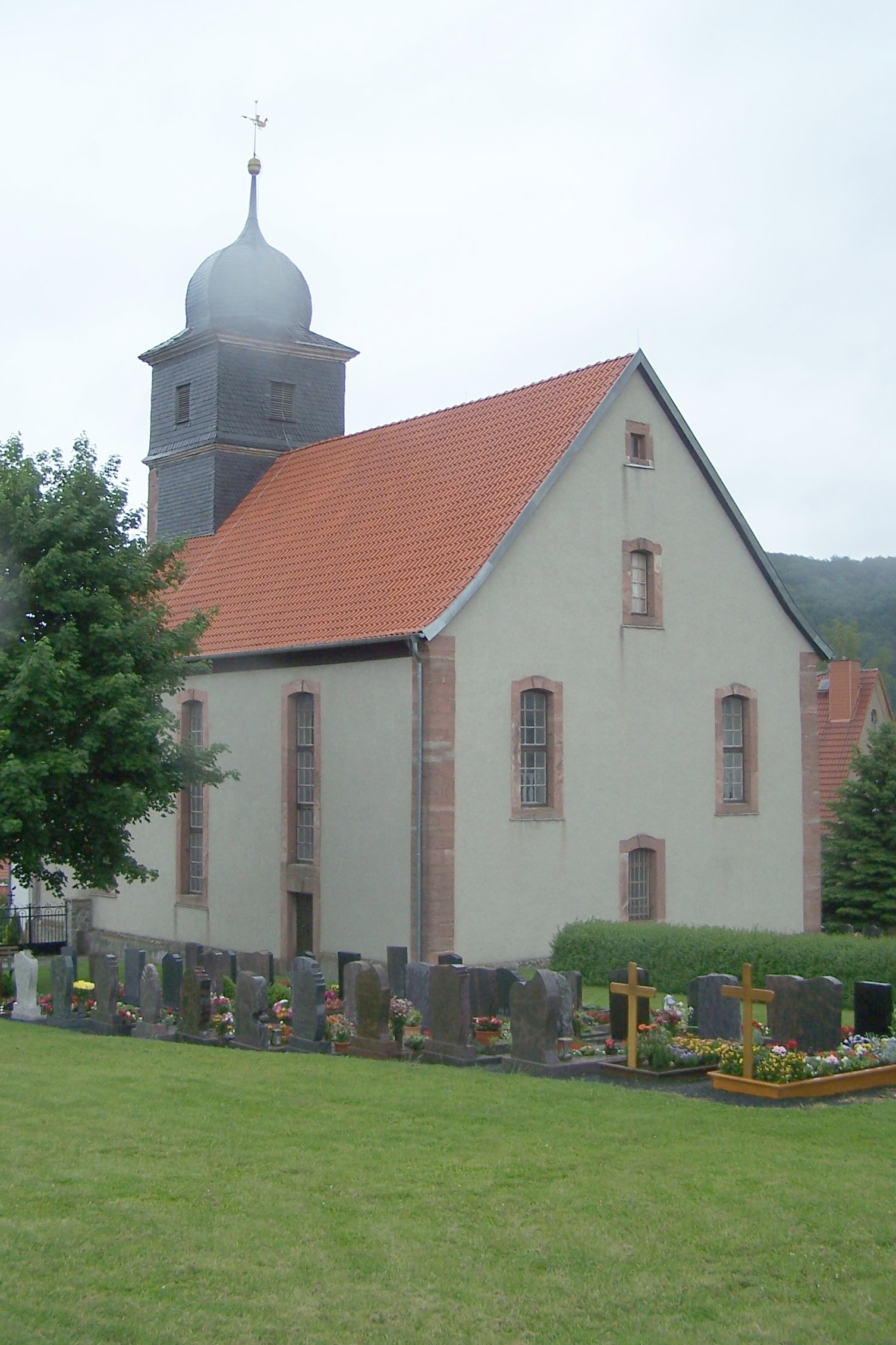
Kirche Diedorf

Die Kirche Diedorf steht auf einer Anhöhe am Kirchberg 17 von Diedorf, einem Ortsteil der Gemeinde Dermbach im Wartburgkreis in Thüringen. Die Kirchengemeinde Diedorf gehört zum Pfarrbereich Kaltennordheim im Kirchenkreis Bad Salzungen-Dermbach in der Evangelischen Kirche in Mitteldeutschland.

## Baugeschichte
Ein sicheres Datum für die Kirchengründung fehlt, doch weist das Patrozinium des Heiligen Antonius des Großen auf eine Entstehung in den Pestjahren des 14. Jahrhunderts hin. Die mittelalterliche Kirche brannte bei einer Brandschatzung im Dreißigjährigen Krieg 1634 ab. Der Nachfolgebau wurde 1783 bei einem Brand zerstört. Die heutige Kirche wurde 1785 neu errichtet. Sie wurde 1987/88 zuletzt restauriert.

## Außenbau
Die hell verputzte, mit einem Satteldach bedeckte Saalkirche hat rot abgesetzte Ecksteine. Die nach Norden gerichtete Fassade mit dem Portal ist als Schaufront durch Lisenen untergliedert und von einem Giebel mit Voluten abgeschlossen. Das Erbauungsjahr 1785 findet sich im Schlussstein des Portals wieder. Der Dachturm hat ein verschiefertes Geschoss mit Klangarkaden. Dahinter verbirgt sich der Glockenstuhl. Darüber erhebt sich eine welsche Haube.

## Ausstattung
Der Innenraum ist im typischen protestantischen Barock ausgeführt. Der einfache Saalraum ist nach oben durch ein hölzernes Tonnengewölbe mit gemalter Kassettierung abgeschlossen. An den Seitenwänden sind doppelte, an der Eingangsseite dreifache Emporen. Der Kanzelaltar mit den seitlichen Statuen der Heiligen Petrus und Johannes wird mit der gesamten Kanzelwand 1785 in reichen Ornamenten des Rokoko geschaffen. Bekrönt wird er von einer durch Landsknechte erweiterten Kreuzigungsgruppe. Auch der Ambo ist mit reicher Rokoko-Ornamenten versehen. Das kelchförmige Taufbecken mit Wappen ist bereits 1605 entstanden. Es wurde 1970 aus Kaltensundheim hierher übertragen.
Die fünfteilige Orgel wurde 2003/2004 von der Orgelbau Waltershausen gebaut. Sie hat 17 Register, verteilt auf 2 Manuale und Pedal.